# Kolonizacija Hrvata u Vojvodinu
Kolonizacija Hrvata u Vojvodinu bio je dio programa kolonizacije južnoslavenskih naroda u Vojvodinu nakon Drugog svjetskog rata. Hrvati su ušli po kvotama. 

## Povijest
Veliki dio koloniziranih Hrvata su iz Hrvatske, uz manji broj iz BiH. Prvi plan bio je naseliti u Vojvodinu iz Hrvatske 5 500 hrvatskih obitelji, uz 3 500 srpskih obitelji iz Hrvatske.
Kriteriji kvota po dijelovima Hrvatske za kolonizaciju bili su: angažiranost pojedinih područja u ratu, osobito broj prvoboraca iz krajeva odakle su dolazile molbe za kolonizaciju, agrarna prenapučenost, mogućnost namirenja zemljom u matičnim krajevima. Iz Hrvatske je najviše trebala dobiti Lika, 3 000 obitelji. Kvotu od 2 500 obitelji imala je Dalmacija, Kordun 1 600, Gorski kotar 1 000, hrvatsko primorje 600 i Banovina 300 obitelji. Iz nekih je krajeva stizalo više molbi od kvote, poput Like i Korduna, dok je s Hrvatskog primorja bilo manje molba od planiranih kvota.
Organiziranom kolonizacijom 1945. – 1948. je od Hrvata najviše doseljeno dalmatinskih Hrvata, s područja Metkovića, Sinja, Vrlike, Drniša, Benkovca, Splita, Šibenika, Trogira, Zadra, iz zaleđa Dalmacije i otoka. Po procjenama ih je ukupno bilo oko 4 000.
Kolonisti su došli u pet transporta. Prvi je bio rujna 1945. godine. Iz Like je došao u Bački Brestovac i Filipovo, do kraja 1945. godine ukupno 28 transporta s kolonistima.
Drugi transport bili su Hrvati iz Dalmacije i najviše ih je doseljeno u Stanišić i Riđicu. Riđicu je naselilo u prvom valu 150 obitelji kolonista s područja Šibenika, Obrovca, Knina i Sinja. Stanišić je naselilo oko 1 500 ljudi s područja Sinja i Splita u transportu 19. prosinca 1945. godine.
Obitelji iz kninskog kotara bila su u trećem transportu. Stigao je siječnja 1946. godine. Četvrti transport stigao je s oko 160 obitelji iz raznih krajeva Dalmacije. U petom iz raznih krajeva Dalmacije bilo je 150 obitelji i došao je jeseni 1946. godine. Poslije ovog transporta bilo je još doseljavanja u grupama, manjim ili većim. Riđica je ukupno imala tri organizirana transporta hrvatsskih doseljenika te još nekoliko manjih grupa poslije. Doseljeni Hrvati bili su sa zadarskog i šibenskog područja i otokȃ.
Ukupan broj naseljenih bio je 1 029 obitelji s 5 430 članova. Kolonisti su ovisno o broju članova obitrelji i ratnih zasluga dobivali od 6 do 14 jutara zemlje, a ukupno je podijeljeno 11 500 jutara obradive zemlje. Dio doseljenih Hrvata vratio se u stari kraj, posebno oni koji se nisu bavili poljoprivredom.
Na popisu 1948. godine u Stanišiću je bilo 2 480 Hrvata od ukupno 7 740 stanovnika), a u Riđici 473 od ukupno 4 163. Broj koloniziranih Hrvata bio je veći nego što je popisano, ali se dio vratio. Ukupno se nakon 1948. godine zadržalo oko 7 000 doseljenih Hrvata.
U Stanišiću su doseljeni Hrvati najvećim dijelom bili iz okolice Sinja i Muća. te 120 obitelji iz tadašnjeg kotara Metkovića. Uz Stanišić i Riđicu, dalmatinski Hrvati su u manjem broju naseljeni u Sivac (s područja kopnene Dalmacije i otoka), Guduricu i veće vojvođanske gradove.
U Srijem su naseljeni Hrvati pripadnici vojnih snaga. 
U Petrovaradin, Bešku, Lemeš je naseljen manji broj Hrvata, uglavnom iz Gorskog kotara te Bosne i Hercegovine.
U Banat je doselilo oko 200 Hrvata iz ljubuškog kraja u Ravni Topolovac kod Žitišta blizu Zrenjanina. Po cijelom je Banatu, uglavnom po većim naseljima doselilo još oko 300 Hrvata iz ostalih dijelova Hercegovine. Pretpostavlja se da danas u srbijanskom dijelu Banata živi 8 000 Hrvata.

## Vanjske poveznice
- Essehist 4, prosinac 2012. Tema broja: Kolonizacija; Bagić, Marko; Kolonizacija Vojvodine, FFOS, Osijek
- Godišnjak za znanstvena istraživanja 2010. Bara, Mario: Sudjelovanje Hrvata u saveznoj kolonizaciji Vojvodine 1945. – 1948., s.157-188
- Zavod za kulturu vojvođanskih Hrvata  Arhivirana inačica izvorne stranice od 12. ožujka 2017. (Wayback Machine) Obljetnica savezne kolonizacije Hrvata u Vojvodinu, Izvor: Hrvatska riječ (Z. Vasiljević), 15. prosinca 2016.
- Zbornik Zavoda za povijesne znanosti Istraživačkog centra Jugoslavenske akademije znanosti i umjetnosti. Vol. 11(1981) Marijan Maticka: Sudjelovanje Hrvatske u saveznoj kolonizaciji Vojvodine 1945. – 1948., s. 289-322